# لقاح فيروس نقص المناعة البشرية

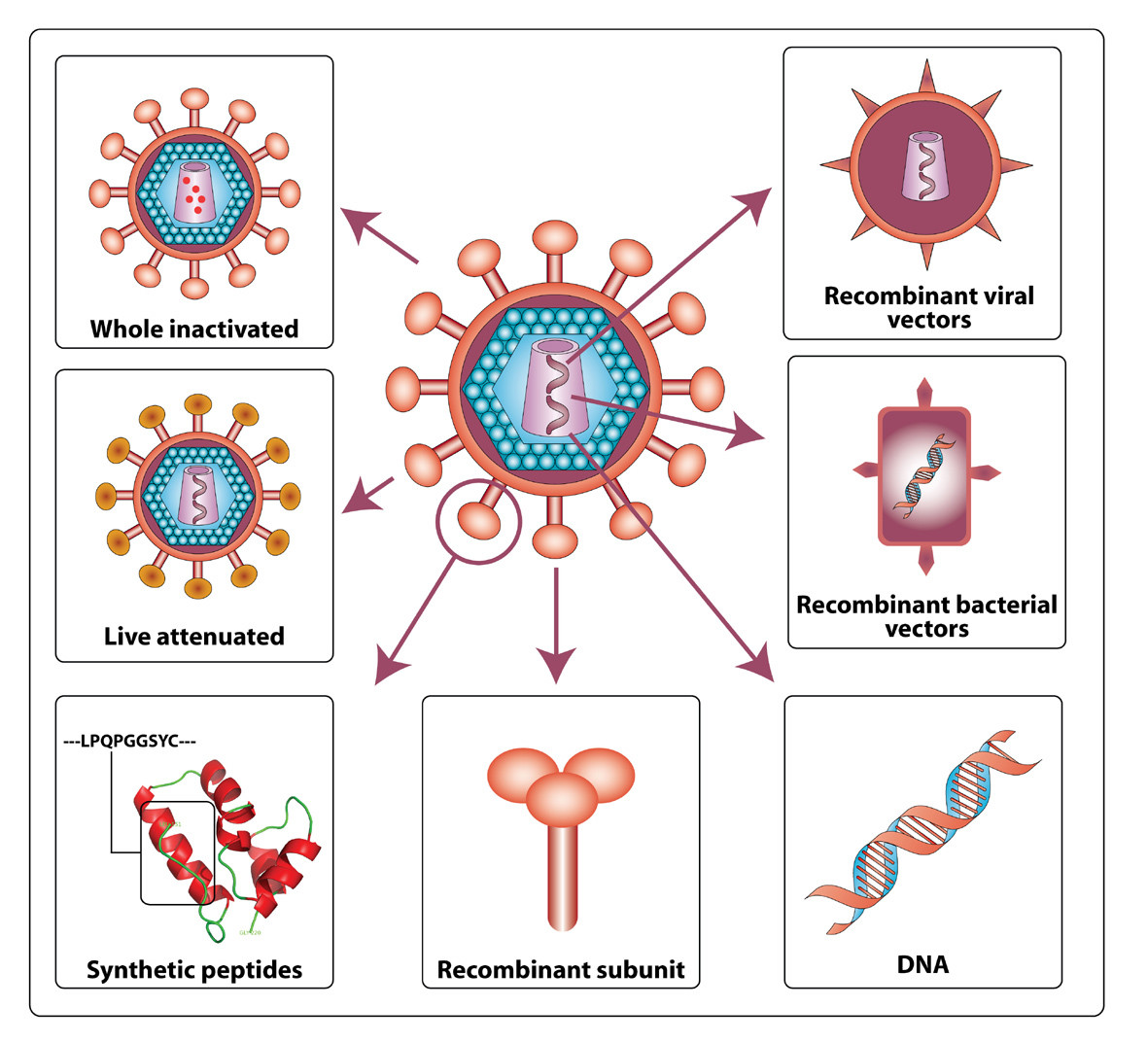

لقاح فيروس نقص المناعة البشرية''
لقاح فيروس نقص المناعة البشرية هو لقاح من شأنه أن يحمي الأفراد الذين ليس لديهم فيروس نقص المناعة البشرية من التعاقد على هذا الفيروس، أو قد يكون له تأثير علاجي للأشخاص الذين لديهم أو بعد ذلك عقد فيروس نقص المناعة البشرية / الإيدز. حاليا، لا يوجد لقاح فعال لفيروس العوز المناعي البشري ولكن العديد من المشاريع البحثية التي تدير التجارب السريرية تسعى لخلق واحدة. هناك أدلة على أن اللقاح قد يكون ممكنا. وقد أثبت العمل مع الأجسام المضادة أحادية النسيلة وأثبت أن الجسم البشري يمكن أن يدافع عن نفسه ضد فيروس نقص المناعة البشرية، وبعض الأفراد لا يزالون بدون أعراض لعقود بعد الإصابة بفيروس نقص المناعة البشرية. وقد تم الإعلان عن المرشحين المحتملين للأجسام المضادة والنتائج المبكرة من التجارب السريرية.
وقد تم دراسة أحد مرشحات لقاح فيروس نقص المناعة البشرية التي أظهرت بعض الفعالية في رف 144، الذي كان تجربة في تايلاند ابتداء من عام 2003 وأول الإبلاغ عن نتيجة إيجابية في عام 2009. وقد أظهرت العديد من التجارب أي فعالية، بما في ذلك دراسة ستيب وهفتن 505 التجارب. ]

## نظرة عامة
تنبع الحاجة الملحة للبحث عن لقاح ضد فيروس نقص المناعة البشرية عن عدد الوفيات المرتبطة بالإيدز لأكثر من 25 مليون شخص منذ عام 1981. [2] والواقع أن الإيدز أصبح في عام 2002 السبب الرئيسي للوفيات بسبب عامل معدي في أفريقيا ([3]).
توجد علاجات طبية بديلة لقاح. وكان العلاج المضاد للفيروسات القهقرية النشط للغاية (هارت)مفيدا للغاية للعديد من الأفراد المصابين بعدوى فيروس العوز المناعي البشري منذ إدخاله في عام 1996 عندما أصبح هارت القائم على مثبط البروتياز متاحا في البداية. هارت يسمح لتحقيق الاستقرار في أعراض المريض وفيرميا، لكنها لا علاج المريض من فيروس نقص المناعة البشرية، ولا من أعراض الإيدز. والأهم من ذلك، هارت لا يفعل شيئا لمنع انتشار فيروس نقص المناعة البشرية من قبل الأشخاص الذين يعانون من التهابات غير مشخصة. وقد ثبت أن اتخاذ تدابير أكثر أمنا للجنس لوقف انتشار الإيدز صعب في البلدان الأشد تضررا.
ولذلك، يعتبر اللقاح المضاد لفيروس العوز المناعي البشري عموما الأكثر احتمالا، وربما الطريقة الوحيدة التي يمكن بها وقف وباء الإيدز. ومع ذلك، بعد أكثر من 30 عاما من البحث، لا يزال فيروس نقص المناعة البشرية -1 هدف صعب لقاح.
صعوبات في تطوير لقاح فيروس نقص المناعة البشرية
في عام 1984، وبعد تأكيد العامل المسبب للإيدز من قبل العلماء في المعاهد الوطنية للصحة ومعهد باستور، أعلنت وزيرة الصحة والخدمات الإنسانية في الولايات المتحدة مارغريت هيكلر أن اللقاح سيكون متاحا في غضون عامين. [4]
ومع ذلك، فإن نهج التطعيم الكلاسيكية التي نجحت في السيطرة على مختلف الأمراض الفيروسية من خلال فتيلة المناعة التكيفية للاعتراف بروتينات المغلف الفيروسية قد فشلت في حالة فيروس نقص المناعة البشرية -1. وقد ذكر البعض أن لقاح فيروس العوز المناعي البشري قد لا يكون ممكنا دون تقدم نظري كبير. [5]
وهناك عدد من العوامل التي تسبب تطور لقاح فيروس نقص المناعة البشرية تختلف عن تطوير اللقاحات الكلاسيكية الأخرى:نص مائل [6]
```
اللقاحات الكلاسيكية تحاكي الحصانة الطبيعية ضد إعادة العدوى التي ينظر إليها عموما في الأفراد الذين تعافوا من العدوى؛ لا يوجد تقريبا أي مرضى متلازمة نقص المناعة المكتسب (الإيدز). [بحاجة لمصدر]
معظم اللقاحات تحمي ضد المرض، وليس ضد العدوى. قد تبقى عدوى فيروس العوز المناعي البشري كامنة لفترات طويلة قبل التسبب في الإيدز. [بحاجة لمصدر]
وأكثر اللقاحات فعالية هي كائنات كاملة القتل أو موهنة حية؛ قتل فيروس نقص المناعة البشرية -1 لا يحتفظ بالاستضداد، واستخدام لقاح الفيروس الفيروسي الحية يثير قضايا السلامة. [بحاجة لمصدر]
```

هيكل فيروس نقص المناعة البشرية
الحواتم من المغلف الفيروسي أكثر متغير من تلك الموجودة في العديد من الفيروسات الأخرى. وعلاوة على ذلك، فإن الحواتم المهمة وظيفيا من البروتين gp120 ملثمين بواسطة غليكوسيلاتيون، تريمريساتيون والمستقبلات التي يسببها التغييرات التوافقية مما يجعل من الصعب منع مع الأجسام المضادة تحييد.
إن عدم فعالية اللقاحات المطورة سابقا ينبع أساسا من عاملين متصلين.
```
أولا، فيروس نقص المناعة البشرية هو قابل للتحويل للغاية. وبسبب قدرة الفيروس على الاستجابة السريعة للضغوط الانتقائية التي يفرضها الجهاز المناعي، يتطور سكان الفيروس في الفرد المصاب عادة حتى يتمكن من التهرب من السلاحين الرئيسيين لنظام المناعة التكيفي؛ الخلطية (بوساطة الأجسام المضادة) والخلوية (بوساطة الخلايا التائية) الحصانة.
ثانيا، العزلات بفيروس نقص المناعة البشرية هي نفسها متغيرة للغاية. يمكن تصنيف فيروس العوز المناعي البشري إلى عدة فصائل وأنواع فرعية ذات درجة عالية من الاختلاف الجيني. لذلك، يجب أن تكون الاستجابات المناعية التي يثيرها أي لقاح واسعة بما فيه الكفاية لمراعاة هذا التباين. ومن غير المحتمل أن يكون أي لقاح يفتقر إلى هذا الاتساع فعالا.
```

وقد أدت الصعوبات في تحفيز استجابة الأجسام المضادة موثوقة إلى محاولات لتطوير لقاح يحفز استجابة من الخلايا الليمفاوية التائية السامة للخلايا. [7] [7] [8] [8]
وكان رد آخر على التحدي هو إنشاء الببتيد واحد يحتوي على أقل مكونات متغيرة من جميع سلالات فيروس نقص المناعة البشرية المعروفة. [9]

## نموذج
نموذج الحيوان نموذجي للبحوث اللقاح هو القرد، وغالبا ما ماكاك. القرود يمكن أن تكون مصابة مع سيف أو شيف خيالية لأغراض البحث. ومع ذلك، فإن الطريق ثبت جيدا في محاولة للحث على تحييد الأجسام المضادة عن طريق التطعيم توقفت بسبب صعوبة كبيرة في تحفيز الأجسام المضادة التي تحييد العزلات الأولية غير متجانسة هيف. [10] بعض اللقاحات المبنية على ظرف الفيروس قد تم حماية الشمپانزي أو الماكاك من تحدي فيروس مثلي، [11] ولكن في التجارب السريرية، أصبح الأفراد الذين تم تحصينهم ببنيات مماثلة مصابين بعد التعرض لاحقا لفيروس هيف-1. [12]
هناك بعض الاختلافات بين سيف وفيروس نقص المناعة البشرية التي قد تحدث تحديات في استخدام نموذج حيواني. [13]
كما نشرت في 27 نوفمبر 2009 في مجلة علم الأحياء، وهناك نموذج حيواني جديد يشبه بقوة فيروس نقص المناعة البشرية في البشر. التنشيط المناعي المعمم كنتيجة مباشرة لتفعيل CD4 + T قتل الخلايا - يؤدي في الفئران يسمح طرق جديدة لاختبار السلوك فيروس نقص المناعة البشرية. [14] [15]
وقد أظهرت بحوث سيف الممولة من قبل نييد أن القرود الصعبة مع لقاح سيف المضخم للخلايا (سمف) المستندة إلى لقاح سيف في احتواء الفيروس. عادة، يحدث تكرار الفيروس ونشره في غضون أيام بعد العدوى، في حين أن تنشيط الخلايا التائية التي يسببها اللقاح والتجنيد في مواقع النسخ الفيروسي يستغرق أسابيع. افترض الباحثون أن اللقاحات المصممة للمحافظة على الخلايا المؤثرة الذاكرة التائية قد تضعف تكرار الفيروس في أبكر مراحله [بحاجة لمصدر]

## التجارب السريرية حتى الآن
العديد من المرشحين اللقاح هم في مراحل مختلفة من التجارب السريرية.

### المرحلة الأولى
وقد ركزت معظم النهج الأولية على بروتين مغلف فيروس نقص المناعة البشرية. وقد تم تقييم ما لا يقل عن ثلاثة عشر مرشحا مغلفا من نوع Gp120 و gp160، في الولايات المتحدة في الغالب من خلال مجموعة تقييم لقاح الإيدز. وركزت معظم البحوث على gp120 بدلا من gp41 / gp160، حيث أن هذه الأخيرة هي أكثر صعوبة عموما لإنتاج ولم تقدم في البداية أي ميزة واضحة على أشكال gp120. وعموما، فقد كانت آمنة ومناعة في مجموعات متنوعة من السكان، وقد تسببت في تحييد الأجسام المضادة في ما يقرب من 100٪ المستلمين، ولكن نادرا ما تسبب CD8 + الخلايا اللمفاوية التائية السامة (كتل). وكانت الثدييات المستمدة المغلفات الاستعدادات محرضات أفضل من الأجسام المضادة تحييد من المرشحين المنتجة في الخميرة والبكتيريا. على الرغم من أن عملية التطعيم شملت العديد من الحقن المتكررة «معززة»، كان من الصعب جدا للحث والحفاظ على عالية تيتر gp120 الأجسام المضادة اللازمة للحصول على أي أمل في تحييد التعرض لفيروس نقص المناعة البشرية.
وقد وفر توافر العديد من ناقلات كاناريبوكس المؤتلف نتائج مثيرة للاهتمام التي قد يثبت أن تكون قابلة للتعميم إلى ناقلات فيروسية أخرى. وقد أدت زيادة تعقيد ناقلات الكناري من خلال إدراج المزيد من الجينات / الحواتم إلى زيادة نسبة المتطوعين الذين لديهم كتل قابل للكشف إلى حد أكبر من زيادة جرعة النواقل الفيروسية. الأهم من ذلك، كانت كتل من المتطوعين قادرة على قتل خلايا الدم وحيدات النوى المحيطية المصابة مع العزلات الأولية من فيروس نقص المناعة البشرية، مما يشير إلى أن كتلس الناجم يمكن أن يكون لها أهمية بيولوجية. وبالإضافة إلى ذلك، تمكنت خلايا من بعض المتطوعين على الأقل من قتل الخلايا المصابة بفيروس نقص المناعة البشرية من السقوط الأخرى، على الرغم من أن نمط الاعتراف لم يكن موحدا بين المتطوعين. كاناريبوكس هو أول لقاح فيروس العوز المناعي البشري المرشح الذي أثار ردود فعل كتل عبر كلايد وظيفية. وقد بدأت المرحلة الأولى الأولى من اللقاح المرشح في أفريقيا في أوائل عام 1999 مع المتطوعين الأوغنديين. وحددت الدراسة مدى تعاون المتطوعين الأوغنديين مع كتل الذين ينشطون ضد الأنواع الفرعية لفيروس نقص المناعة البشرية السائدة في أوغندا، ألف ودال.
وتشمل الاستراتيجيات الأخرى التي أحرزت تقدما في المرحلة الأولى من التجارب في الأشخاص غير المصابين الببتيدات، والببتيدات الدهنية، والحمض النووي، وناقلات السالمونيلا الموهنة، p24، إلخ. وعلى وجه التحديد، يجري البحث عن اللقاحات المرشحة التي تحفز واحد أو أكثر مما يلي:
```
تحييد الأجسام المضادة النشطة ضد مجموعة واسعة من العزلات الأولية فيروس نقص المناعة البشرية؛
استجابات الخلايا التائية السامة للخلايا في الغالبية العظمى من المتلقين؛
قوية الاستجابات المناعية المخاطية. [16]
```

في عام 2011، كشف باحثون في المركز الوطني للتكنولوجيا الحيوية في مدريد عن بيانات التجربة السريرية للمرحلة الأولى من اللقاح الجديد، مفا-B. وكان اللقاح فعالا في إحداث استجابة مناعية في 92٪ من الأشخاص الأصحاء. [17]

### المرحلة الثانية
وفي 13 ديسمبر / كانون الأول 2004، بدأت شبكة تجارب لقاح فيروس نقص المناعة البشرية (هفتن) في التجنيد لدراسة ستيب، وهي تجربة إكلينيكية من المرحلة الثانية لثلاثة آلاف من اللقاح الجديد لفيروس نقص المناعة البشرية، في مواقع في أمريكا الشمالية وأمريكا الجنوبية والكاريبي وأستراليا. [ 18] وشارك في تمويل التجربة المعهد الوطني للحساسية والأمراض المعدية (نيد)، وهو قسم من المعاهد الوطنية للصحة (نيه)، وشركة الأدوية ميرك وشركاه ميرك وضعت اللقاح التجريبي دعا V520 لتحفيز الحصانة الخلوية الخاصة بفيروس نقص المناعة البشرية، مما يدفع الجسم إلى إنتاج الخلايا التائية التي تقتل الخلايا المصابة بفيروس نقص المناعة البشرية. في التجارب الأصغر السابقة، وجد أن هذا اللقاح آمن، بسبب عدم وجود آثار ضارة على المرضى. أظهر اللقاح الاستجابات المناعية الخلوية المستحثة ضد فيروس نقص المناعة البشرية في أكثر من نصف المتطوعين. [2]
V520 يحتوي على اتش اتش الضعيفة التي هي بمثابة الناقل لثلاث جينات فيروس نقص المناعة البشرية B نوع الفرعي (الكمامة / بول / نيف). النوع الفرعي B هو النوع الفرعي الأكثر انتشارا لفيروس العوز المناعي البشري في مناطق مواقع الدراسة. الفيروسات القهقرية هي من بين الأسباب الرئيسية لأمراض الجهاز التنفسي العلوي مثل البرد. ولأن اللقاح لا يحتوي إلا على ثلاثة جينات من فيروس نقص المناعة البشرية توجد في فيروس غدي ضعيف، فإن المشاركين في الدراسة لا يمكن أن يصابوا بفيروس نقص المناعة البشرية أو يحصلون على عدوى تنفسية من اللقاح. وأعلن في أيلول / سبتمبر 2007 أن المحاكمة عن V520 سيتم وقفها بعد أن قررت أن التطعيم ظهرت المرتبطة بزيادة خطر الإصابة بفيروس نقص المناعة البشرية في بعض المتلقين. [19] القضية الأولى التي تواجه الفيروس الغدي RAD5 التي تم استخدامها هو ارتفاع معدل انتشار الأجسام المضادة الخاصة الغدية نتيجة التعرض المسبق للفيروس. ناقلات الفيروسات القهقرية والعديد من النواقل الفيروسية الأخرى المستخدمة حاليا في لقاحات فيروس نقص المناعة البشرية، وسوف تحفز الاستجابة المناعية الذاكرة السريعة ضد ناقلات. وهذا يؤدي إلى عائق أمام تطوير استجابة الخلايا التائية ضد المستضد المدرج (مستضدات فيروس العوز المناعي البشري) [20] بالإضافة إلى ذلك، يبدو أن V520 قد جعلت بعض المتلقين أكثر تقبلا للإصابة بفيروس نقص المناعة البشرية -1. [21] [22]
ومن المتوقع أن تنهي الدراسة العلاجية في عام 2009، ولكنها توقفت عن مزيد من العلاج، وأعلنت أن اللقاح غير فعال في الوقاية من الإصابة بفيروس نقص المناعة البشرية في سبتمبر / أيلول 2007. [23] وقد تسببت نتائج التجربة في دعوة البعض إلى إعادة النظر في استراتيجيات تطوير اللقاحات ([24]).
وقد وضعت بيوسانتيش لقاح جديد يسمى تات أوي، والذي يهدف إلى البروتين تات. وأفيد أن مرشح لقاح فيروس نقص المناعة البشرية في الشركة ليس ساما ل 48 مريضا مصابا بفيروس نقص المناعة البشرية المسجلين في دراسة مزدوجة التعمية التي تجري في فرنسا. وإذا ثبت أن هذا اللقاح التجريبي آمن وفعال، فإن المصابين بفيروس نقص المناعة البشرية قد يحصلون على عدة حقن للتحكم في فيروسهم بشكل دائم بدلا من تناول العلاج المضاد للفيروسات العكوسة. وتقول كورين تريجر، المديرة التنفيذية لشركة الأدوية الفرنسية بيوسانتيك، إنه إذا أجريت تجربة جديدة في 80 مريضا في عام 2015 على ما يرام، قالت إن اللقاح يمكن أن يكون متوفرا في عام 2017. وقد أظهرت نتائج المرحلة الثانية من التجارب التي أجريت على 200 من المتدربين نشرت في يونيو 2016 لتكون فعالة في زيادة مستويات الخلايا CD4.

### المرحلة الثالثة
في فبراير 2003، أعلنت فاكسغن أن لقاح إيدسفاكس كان فشل في أمريكا الشمالية لأنه لم يكن هناك انخفاض كبير إحصائيا من عدوى فيروس العوز المناعي البشري ضمن مجتمع الدراسة. وكان إيسفاكس أيضا عنصرا من العناصر الرئيسية للدراسة (ألفاك / إيدسفاكس) رف 144 اللقاح دراسة في تايلاند التي أظهرت نتائج ناجحة هامشية. وفي كلتا الحالتين استهدفت اللقاحات gp120 وكانت محددة للمناطق الجغرافية. وكانت المحاكمة التايلاندية أكبر تجربة لقاح الإيدز حتى الآن عندما بدأت. [25]
وفي تشرين الأول / أكتوبر 2009، نشرت نتائج محاكمة رف 144. وكانت النتائج الأولية، التي نشرت في أيلول / سبتمبر 2009 قبل نشر نتائج كاملة، مشجعة للعلماء بحثا عن لقاح. وشملت الدراسة 16,395 مشاركا لم يصابوا بعدوى فيروس العوز المناعي البشري، أعطي 8197 منهم علاجا يتكون من لقاحين تجريبيين يستهدفان أنواع فيروس نقص المناعة البشرية B و E السائدة في تايلاند، في حين أعطي 8198 وهمي. وتم اختبار المشاركين لفيروس نقص المناعة البشرية كل ستة أشهر لمدة ثلاث سنوات. بعد ثلاث سنوات، شهدت مجموعة اللقاحات معدلات الإصابة بفيروس نقص المناعة البشرية بنسبة أكثر من 30٪ مقارنة مع تلك الموجودة في المجموعة الثانية. ومع ذلك، بعد أن أخذ في الاعتبار سبعة أشخاص الذين أصيبوا بفيروس نقص المناعة البشرية في وقت التطعيم (اثنان في المجموعة الثانية، خمسة في مجموعة اللقاح) انخفضت النسبة إلى 26٪. [25] [26]
وكشف مزيد من التحليل الذي تم تقديمه في مؤتمر الإيدز لعام 2011 في بانكوك أن المشاركين الذين يتلقون اللقاحات في تجربة رف 144 الذين ينتجون أجسام مضادة مفتشا ضد حلقة V2 من المغلف الخارجي لفيروس نقص المناعة البشرية كانوا أقل عرضة للإصابة بالعدوى بنسبة 43٪ من أولئك الذين لم يفعلوا ذلك، في حين أن إنتاج إيغا كان مرتبطا مع خطر أكبر بنسبة 54٪ من العدوى من أولئك الذين لم ينتجوا الأجسام المضادة (ولكن ليس أسوأ من العلاج الوهمي). وكانت الفيروسات التي تم جمعها من المشاركين الذين تم تطعيمهم تمتلك طفرات في منطقة V2. وجدت اختبارات لقاح ل سيف في القردة مقاومة أكبر ل سيف في الحيوانات المنتجة الأجسام المضادة ضد هذه المنطقة. لهذه الأسباب كان من المتوقع أن تركز اللقاحات بشكل كبير على اللقاحات المصممة لإثارة رد فعل مفتش ضد حلقة V2. [27]
في عام 2016، تم إطلاق التجربة هفتن 702 في جنوب أفريقيا. [28] تستخدم التجربة لقاح ألفاك-هيف ولقاح واحد من البروتينات gp120 المكون من مكونين مع مساعد. وتهدف المحاكمة إلى تسجيل 5,400 من الرجال والنساء من أجل اختبار ما إذا كان النظام آمن ومقبول وفعال في الوقاية من الإصابة بفيروس نقص المناعة البشرية. [29]

## اقتصاديات تطوير اللقاحات
ويقدر تقرير أعدته مجموعة العمل المعنية بتتبع موارد لقاحات فيروس نقص المناعة البشرية ومبيدات الميكروبات في تموز / يوليه 2012 أن مبلغ 845 مليون دولار أنفق على بحوث لقاح الإيدز في عام 2011 ([30]).
وتشمل القضايا الاقتصادية المتعلقة بتطوير لقاح الإيدز الحاجة إلى التزام الشراء المسبق (أو التزامات السوق المسبقة) لأنه بعد تطوير لقاح الإيدز، يمكن للحكومات والمنظمات غير الحكومية أن تتمكن من تقديم عطاءات السعر إلى التكلفة الحدية ([31]).
تصنيف جميع لقاحات فيروس نقص المناعة البشرية الممكنة نظريانص مائل
نظريا، أي لقاح فيروس نقص المناعة البشرية ممكن يجب أن تمنع أو تتوقف دورة النسخ المتماثل فيريون فيروس نقص المناعة البشرية. [32] وأهداف اللقاح هي المراحل التالية من دورة فيريوس نقص المناعة البشرية:
```
المرحلة الأولى الدولة الحرة
المرحلة الثانية. المرفق
المرحلة الثالثة. اختراق
المرحلة الرابعة. أونكواتينغ
المرحلة الخامسة. النسخ المتماثل
المرحلة السادسة. تجميع
المرحلة السابعة. الإفراج عن
```

ولذلك، فإن القائمة التالية تشمل النهج الممكنة الحالية لقاح فيروس نقص المناعة البشرية
تصفية فيريونات من الدم (المرحلة الأولى)نص مائل
```
النهج البيولوجي لإزالة فيريوس فيروس نقص المناعة البشرية من الدم.
النهج الكيميائي لإزالة فيريونات فيروس نقص المناعة البشرية من الدم.
النهج الفيزيائي لإزالة فيريونات فيروس نقص المناعة البشرية من الدم.
```

نهج الاقتراب من فيريون (المرحلة الأولى والثالثة والسادسة والسابعة)
```
البلعمة من فيريونات فيروس نقص المناعة البشرية.
التقاط الكيميائي أو العضوي القائم (إنشاء أي الجلد أو غشاء إضافي حول فيريون) من فيريونات فيروس نقص المناعة البشرية
الكيميائية أو العضوية المرفقات إلى فيريون
```

مقاربات لتدمير أو إتلاف فيريون أو أجزائه (المرحلة الأولى - السابعة)نص مائل
هنا، «الضرر» يعني تثبيط أو وقف قدرة فيريون على معالجة أي من المرحلة الثانية -7. وفيما يلي تصنيف مختلف للطرق:
```
حسب طبيعة الطريقة:
الأساليب الفيزيائية (المرحلة الأولى إلى السابعة)
الطرق الكيميائية والبيولوجية (المرحلة الأولى إلى السابعة)
من خلال إتلاف الهدف من بنية فيروس فيروسيه: [33] [34]
إلحاق الضرر بالبروتين السكري البروتيني لرسو السفن gp120 [35] (المرحلة الأولى والثالثة والسادسة والسابعة)
إتلاف البروتين السكري الغشائي ترانزيمبران gp41 [36] (المرحلة الأولى - الثالثة والسادسة والسابعة)
ويؤدي إلحاق الضرر بمصفوفة الفريون (المرحلة الأولى - الثالثة والسادسة والسابعة)
إتلاف فيريون كابسيد (المرحلة الأول - الثالث، السادس، السابع)
إتلاف النسخ النحاسي العكسي (المرحلة الأولى - السابعة)
إتلاف الحمض النووي الريبي (المرحلة الأولى - السابعة)
```

حظر النسخ المتماثل (المرحلة الأولى)نص مائل
```
الإدراج في المركبات الكيميائية أو المركبات العضوية في الدم التي ترتبط gp120. من الناحية النظرية، يمكن أن يكون قطعة من أغشية الخلايا CD4 مع مستقبلات. يمكن استخدام أي بديل كيميائي وعضوي (مع القدرة على ربط gp120) من هذه المستقبلات أيضا.
الإدراج في المركبات الكيميائية أو المركبات العضوية في الدم التي ترتبط لمستقبلات خلايا CD4.
```

عملية تثبيط المراحل (الأدوية المستخدمة بالفعل لهذا النهج)
نص مائل
```
النهج البيولوجي أو الكيميائي أو الفيزيائي لمنع المرفق
النهج البيولوجي، الكيميائية أو الفيزيائية لمنع انتشار
البيولوجية، الكيميائية أو المادية نهج لمنع أونكواتينغ
النهج البيولوجي، الكيميائية أو الفيزيائية لمنع الاندماج
النهج البيولوجية والكيميائية أو المادية لمنع تثبيط بما في ذلك إدخال طفرة في فيروس نقص المناعة البشرية
النهج البيولوجي، الكيميائية أو المادية لمنع تثبيط
النهج البيولوجي، الكيميائية أو المادية لمنع (السد) الإفراج
```

تثبيط وظائف الخلايا المصابة (المرحلة السادسة - السابعة)نص مائل
تثبيط وظائف الحياة للخلايا المصابة:
```
تثبيط عملية التمثيل الغذائي للخلايا المصابة
تثبيط تبادل الطاقة للخلايا المصابة
```